# Ашерслебен-Штасфурт (район)
Ашерслебен-Штасфурт (нем. Aschersleben-Staßfurt) — бывший район в Германии.
В 2007 вошёл в состав района Зальцланд. Центр района — город Ашерслебен. Район входит в землю Саксония-Анхальт. Занимает площадь 654,76 км². Население — 94 556 чел. Плотность населения — 144 человека/км².
Официальный код района — 15 3 52. Район подразделяется на 28 общин.

## Города и общины
1. Фалькенштайн (6 277)

### Объединения общин

#### Управление Ашерслебен/Ланд
1. Ашерслебен (25 932)
2. Дрондорф (531)
3. Фреклебен (733)
4. Грос-Ширштедт (640)
5. Меринген (1 115)
6. Шаккенталь (334)
7. Вестдорф (918)

#### Управление Эгельнер-Мульде
1. Борне (1 366)
2. Эгельн (3 986)
3. Этгерслебен (813)
4. Хакеборн (809)
5. Тартун (823)
6. Унзебург (1 300)
7. Вестерегельн (2 074)
8. Вольмирслебен (1 522)

#### Управление Штадт-Хеклинген
1. Гирслебен (1 141)
2. Хеклинген (7 998)

#### Управление Зееланд
1. Фридрихсауэ (204)
2. Фрозе (1 539)
3. Гатерслебен (2 464)
4. Хойм (2 618)
5. Нахтерштедт (2 169)
6. Ной-Кёнигзауэ (341)
7. Шаделебен (715)

#### УправлениеШтасфурт
1. Амесдорф (815)
2. Нойндорф (2 262)
3. Штасфурт (23 117)